# Bonamakita
Bonamakita est un village du département du Nkam au Cameroun. Situé dans l'arrondissement de Yabassi, il est localisé sur la route qui relie Yabassi à Nono. Situé à 24 km de Yabassi, on y accède également par la rive droite du fleuve Wouri. 

## Population et environnement
En 1967, le village de Bonamakita avait 62 habitants. Le village fait partie du canton des Wouri Bossoua.La population de Bonamakita était de 20 habitants dont 14 hommes et 6 femmes, lors du recensement de 2005.